# Publio Elio Tuberón
Publio Elio Tuberón (en latín, Publius Aelius Tubero) fue un político y militar romano de los siglos III y II a. C.

## Carrera pública
Ocupó el cargo de edil plebeyo en el año 202 a. C. junto con Lucio Letorio. Ambos tuvieron que dimitir porque habían sido elegidos irregularmente, aunque ya habían celebrado los Juegos Plebeyos, el festival de Júpiter y habían emplazado en el Capitolio tres estatuas hechas con la plata recaudada de las multas.
Al año siguiente fue elegido pretor y encargado del gobierno de Sicilia, donde recibió las dos legiones que estaban a cargo de Cneo Tremelio Flaco, el anterior gobernador. En el año 189 a. C. fue uno de los diez embajadores enviados a la península de Anatolia tras la batalla de Magnesia para poner en orden los asuntos de Asia.
En el año 177 a. C. obtuvo el cargo de pretor urbano, siendo la segunda vez que era elegido para la pretura.